# Winkie (Australia)
Winkie è una città dell'Australia Meridionale (Australia); essa si trova 230 chilometri a nord-est di Adelaide ed è la sede della Municipalità aborigena di Gerard. Al censimento del 2006 contava 706 abitanti.